# دوري كرة القدم الألباني الدرجة الأولى 2014–15
دوري كرة القدم الألباني الدرجة الأولى 2014–15 هو موسم من دوري كرة القدم الألباني الدرجة الأولى ‏. أشرف على تنظيمه اتحاد ألبانيا لكرة القدم، وفاز فيه KF Bylis ‏.